# Eragon (film)
Eragon är en film från 2006 baserad på boken med samma namn. Filmen regisserades av Stefen Fangmeier.

## Handling
Filmen börjar med att Eragon hittar en stor, blå sten i bergskedjan Ryggraden. Han tar med den hem och tänker sälja den för att få råd med mat åt sin familj. Till hans besvikelse vill ingen ta emot stenen när de får reda på att han har funnit den i olycksdrabbade Ryggraden. Några dagar senare spricker stenen och ut kommer en drakunge, Saphira.
Resten av filmen handlar om hur Eragon reser runt i riket med sagoberättaren Brom och skapar ett förtroendeband till sin drake. På vägen möter han Murtagh, Arya och många andra. Men hela tiden är den onda kungen, Galbatorix hack i häl på honom.

## Rollista (urval)
| Edward Speleers    | – Eragon                   |
| Rachel Weisz       | – Saphira (röst)           |
| Sienna Guillory    | – Arya                     |
| Garrett Hedlund    | – Murtagh                  |
| Djimon Hounsou     | – Ajihad                   |
| Jeremy Irons       | – Brom                     |
| John Malkovich     | – Kung Galbatorix          |
| Robert Carlyle     | – Durza                    |
| Alun Armstrong     | – Garrow                   |
| Caroline Chikezie  | – Nasuada                  |
| Ralph Brown        | – de skalliga tvillingarna |
| Christopher Egan   | – Roran                    |
| Tamsin Egerton     | – Katrina                  |
| Gary Lewis         | – Kung Hrothgar            |
| Steven Spiers      | – Sloan                    |
| Nils Allen Stewart | – Urgal                    |
| Joss Stone         | – Häxan Angela             |

## Om filmen
Filmen är inspelad i Budapest, Celldömölk, Tatrabergen, och Pilisborosjenõ. Omtagningarna gjordes i Vancouver. 
Den hade världspremiär i Indonesien, Kuwait och Singapore den 13 december 2006 och svensk premiär den 15 december samma år, åldersgränsen är 11 år.
Edward Speleers togs ut till rollen som Eragon bland 180 000 sökande.

## Musik i filmen
- "Keep Holding On", skriven av Avril Lavigne och Lukasz Gottwald, framförd av Avril Lavigne
- "Once in Every Lifetime", skriven av Patrick Doyle, Jem Griffiths och Lester Mendez, framförd av Jem